# Peto (armadura)
El peto o pitral és la peça de l'armadura que defensa el pit i que amb el dorsal compon la cuirassa. El peto de l'arnès complet es feia d'acer, i era corbat, per a desviar millor els cops i els projectils.
Hi havia diferents menes de petos:
- D'(h)alecret o d'infant. Petos tallats que es col·locaven sobre la cuera d'armes.
- Doble. El peto reforçat amb sobrepeto o peto volant.
- Trenat. Peto o espatller trenat, es deia del que en la part inferior portava la peça anomenada trance en castellà.
- Tresdoblat.
- Volant. Sobrepeto.